# Deddoud ould Abdellahi
Deddoud Ould Abdellahi (né Abdel Wadoud Ould Abdellahi en 1958 à Nouadhibou) est un historien, un professeur à l'Université et un homme politique mauritanien. 

## Biographie

### Fonctions occupées
Après des études d'histoire et l'obtention du diplôme de l'Université Mohammed V - Agdal, Deddoud Ould Abdellahi enseigna au collège du Ksar, puis au lycée des jeunes filles de Nouakchott de 1982 à 1985. Ensuite, après une année en tant que conseiller pédagogique à l’Institut pédagogique national (IPN), il devint professeur d’histoire culturelle à l'Université de Nouakchott, de 1987 à ce jour. 
Ensuite, de 1993 à 1996, il fut expert auprès de I'UNESCO (projet ACALAPI), puis en 1998 Président du Conseil d’administration de SOMAGAZ. C'est en cette même année qu'il fut nommé Conseiller du Premier ministre, chargé du secteur social: (éducation, formation, santé, insertion).  
Pendant le mandat du 2e président de la Mauritanie Maaouiya Ould Sid'Ahmed Taya, il est d'abord nommé Secrétaire d’État à la lutte contre l’analphabétisme et à l’Enseignement originel, ensuite Ministre de l’Éducation nationale, puis Ministre de la Justice. 
Il a été aussi nommé Président du conseil d’administration de Mauritel de 2005 à 2008.

### Travaux de recherche

#### En français
- La Tijaniyya : une confrérie musulmane à la conquête de l’Afrique. En collaboration avec J.-L. Triaud et D.Robinson, éd. Karthala, Paris, 2000.
- « La Nassiha de Shaykh Saad Bouh : Présentation et traduction annotée d'un document historique » : Le temps des Marabouts, éd. Karthala, Paris 1997.

#### En arabe
- « Culture savante au Bilad Chinguit : Environnement et Processus d'élaboration. » in : Histoire de la Mauritanie: Essais et Synthèses, Université de Nouakchott - Université de Provence 1999.
- « La culture savante en Mauritanie : structures et mutations » in : Culture, État et société en Mauritanie, Publications AI-Moustaqbal, Beyrouth, 1995.
- « Islam et Société en Afrique de l'ouest aux XVIIe et XVIIIe siècles »  Annales de la Faculté des Lettres et Sciences Humaines, N° 2, Nouakchott, 1990.
- « Rôle des Lettrés Mauritaniens dans la propagation de la culture arabo-musulmane en Afrique Occidentale » Annales de la Faculté des Lettres et Sciences Humaines, N° 1, Nouakchott, 1989.
- Fath al-Shakour, édition critique annotée, Najeebawaih, éd ; Le Caire 2010.

#### En espagnol
« Diffusion de la culture Islamo-ibérienne en Amérique du Sud : le rôle des Mâle au Brésil » in : Al-Andalus outre-Atlantique, Publications de l'UNESCO, Grenade 1997.